# Procession (chanson)
Pour les articles homonymes, voir Procession.
Singles de New Order
Ceremony
(1981) Everything's Gone Green
(1981)
Procession est le second single du groupe musical britannique New Order, paru en septembre 1981.

## Historique
Comparé au single Ceremony, celle-ci montre le groupe dans une position intermédiaire entre le post-punk de Joy Division et de la dimension electro-pop que New Order est en train de mettre en place. 
L'ambiance pop, légère, voire optimiste, avec un rythme marqué, contraste avec le titre sombre de la chanson Procession. Ce message "brouillé" peut expliquer pourquoi la chanson est restée méconnue dans le répertoire de New Order, bien qu'elle soit sortie en single.[pas clair]